# Prinde-mă! Dacă poți!
Prinde-mă! Dacă poți! (în engleză: Catch Me If You Can) este o comedie americană a casei Amblin Entertainment din 2002. Protagoniștii filmului sunt Leonardo DiCaprio și Tom Hanks, antrenați într-un joc de-a șoarecele și pisica.

## Prezentare
Totul începe cu divorțul părinților lui Frank W. Abagnale (Leonardo DiCaprio) care se decide să plece de acasă și să trăiască de pe urma cecurilor falsificate. Încet, încet a devenit doctor, avocat și copilot, numai că el era încă la liceu. A devenit un bun falsificator de cecuri și un maestru al ascunzișului. Agentul FBI Carl Hanratty (Tom Hanks) se află pe urmele sale, dar de cele mai multe ori ajunge prea târziu. Între timp Frank face o avere, pe care o cheltuiește pe distracții. Una dintre acestea ar fi o prostituată, interpretată de Jennifer Garner.
Mecanismul de falsificare se bazează pe schimbarea unei singure cifre din codul cecului, ce îi trimite pe polițiști spre o filială a băncii din alt stat. Până ce infracțiunea este descoperită, Frank e de mult plecat. Într-un final, Carl îl prinde pe Frank, dar își asumă riscul de a-l elibera, pentru a face din el un agent FBI, specialist în falsificare cecurilor.
Filmul a fost realizat după romanul omonim de Frank W. Abagnale (ISBN 973-9473-39-3).

## Distribuție
- Leonardo DiCaprio - Frank Abagnale, un adolescent care s-a transformat într-un escroc.
- Tom Hanks - Carl Hanratty,  FBI agent
- Christopher Walken - Frank Abagnale Sr., tatăl lui Frank Abagnale.
- Martin Sheen - avocat Roger Strong
- Nathalie Baye - Paula Abagnale, mama franceză a lui Frank.
- Amy Adams - Brenda Strong, o tânără angajată a spitalului  și fiica lui Roger.
- James Brolin - Jack Barnes, prietenul lui Frank Abagnale Sr. care a avut o aventură cu Paula.
- Nancy Lenehan - Carol Strong, mama Brendăi
- Candice Azzara - Darcy
- Malachi Throne - Abe Penner
- Alfred Dennis - Ira Penner
- Amy Acker - Miggy Acker
- Guy Thauvette - directorul închisorii
- Maggie Mellin - profesorul de franceză fără nume pe care Frank îl personifică.
- Thomas Kopache - directorul școlii Evans
- James Morrison - Pilot
- Robert Symonds - Mr. Rosen
- Dave Hager - Judge
- Jasmine Jessica Anthony - fiica fără nume a Paulei și a lui Jack